# Castanotherium costatum
Castanotherium costatum är en mångfotingart som först beskrevs av Karl Wilhelm Verhoeff 1924.  Castanotherium costatum ingår i släktet Castanotherium och familjen Zephroniidae. Inga underarter finns listade i Catalogue of Life.